# 鏈切斷
鏈切斷（Chain scission）是一個高分子化學的術語，用於描述聚合物主鏈的降解。它通常是由熱應力或致電離輻射（例如可見光、紫外線或伽馬射線）引起的，並且通常涉及到氧氣。如果在無氧環境中（例如真空或惰性氣體）發生降解，鏈切斷對分子量的變化影響很小。在鏈切斷的過程中，高分子鏈的任意一個位點會斷裂，形成兩個大部分仍然是高度分子化的片段，有可能會形成低聚物、單體和其他的低分子量物質。這在聚合物廢物的回收中特別有用。解聚合作用（Depolymerization）則與之不同，是從聚合物中消除單體和二聚體等低分子量物質。